# حوض‌انبار جهان‌آباد
حوض انبارجهان آباد مربوط به دوره قاجار - دوره پهلوی اول است و در شهرستان خواف، بخش جلگه زوزن، روستای جهان‌آباد واقع شده و این اثر در تاریخ ۲۲ مرداد ۱۳۸۴ با شمارهٔ ثبت ۱۳۲۰۹ به‌عنوان یکی از آثار ملی ایران به ثبت رسیده‌است.